# Патрик Вајт
Патрик Вајт (енгл. Patrick Victor Martindale White) аустралијски је књижевник и добитник Нобелове награде за књижевност 1973. године. Најзначајнија дела су му „Вос“, „На огњеном возу“, „Око олује“, „Прича Теодоре Гудман“ и „Ноћ лупежа“.

## Биографија
Патрик  Вајт је рођен 28. Маја 1912.године  у Лондону,  Енглеска Уједињено Краљевство. Потицао је из имућне породице земљопоседника и узгајивача  стоке. Његови родитељи су често путовали и Вајт је рођен током једне њихове посете Енглеској, што га је чинило „сумњивим Аустралијанцем”
Ни образовање није стекао у Аустралији већ на енглеским колеџима – прво на колеџу Челтенам,  у који је послат са тринаест година, а касније на Краљевом колеџу у Кембриџу, где је студирао модерне језике и у оригиналу се упознао са делима европске књижевности која су извршила пресудан утицај на његово литерарно формирање. После завршетка студија, три године провео је у Лондону дружећи се са уметницима, углавном сликарима и људима из позоришта, боравио је у Сједињеним Државама, рат је провео на Блиском истоку, а затим је пропутовао Грчку са својим партнером Манолијем Ласкарисом. Све је то утицало на стварање једног уметничког сензибилитета који надилази острвски менталитет и чији се стваралачки импулс ослања на традицију светске књижевности и других уметности, нарочито сликарства и музике.
Био је аустралијски писац и нобеловац који се данас сматра једним од највећих романописаца енглеског језика XX. века.
Од 1935. године па до своје смрти 1990. године у Сyндеyју, Вајт је издао укупно 12 романа, три збирке прича и осам сачуваних  драма.
Иако Вајтов књижевни углед почива искључиво на романима, он је написао и тринаест драма, као и запажене текстове некњижевне прозе. Од тринаест Вајтових драма, сачувано је осам: : The Ham Funeral (1947), The Season at Sarsaparilla (1962), A Cheery Soul (1963), Night on Bald Mountain (1964), Big Toys (1977), Signal Driver: A Morality Play for the Times (1982), Netherwood (1983) i Shepherd on the Rocks (1987).
Вајт је аутор и две збирке песама, које претходе романима: Тринаест песама и Орач и друге песме (The Ploughman and Other Poems, 1935).
Вајтова некњижевна проза обухвата аутобиографију Несавршености у огледалу (Flaws in the Glass, 1981), која се сматра ремек-делом овог жанра и налази се на листи десет најбољих књига објављених у Аустралији у том периоду.
Патрик Вајт 1990 издаје  збирку писма, говора и чланака, писаних између 1958. и 1988. године, у којима износи свој став о разним друштвено-политичким темама, од противљења вађењу уранијума и нуклеарном на- 80 оружању до подршке иницијативи за раскидање веза са британском монархијом и стварање демократске републике у Аустралији.
Збирка садржи и говор који је, као једногласно изабрани Аустралијанац године, одржао на Дан Аустралије 1974. године у Мелбурну, у коме, пред градоначелником, премијером и гувернером, Вајт критикује аустралијско друштво, однос белачких досељеника према староседелачким народима и сам Дан Аустралије, 26. јануар, дан када су се 1788. године на аустралијско тло искрцали први белци – затвореници, њихови чувари, официри и службеници, који су основали прву затвореничку колонију.
Патрик Вајт је умро у Сиднеју  30. рујна 1990. године.
Четири године након Вајтове смрти његов биограф Дејвид Мар објавио је збирку од преко шестсто писама, која чине својеврсни дневник у коме се виде аспекти његовог карактера и у коме се Вајтов живот одвија кроз кореспонденцију са савременицима.
Избор за овај темат укључује девет писма, упућених издавачима, уредницима, члановима породице, уметницима, културним радницима, писцима и политичарима.

## Нобелова награда
Нобелова награда за књижевност, коју је добио 1973. године, за „епску и психолошку приповедачку уметност која је у књижевност унела један нови континент”, није само променила Вајтов статус у Аустралији, унапредивши га од аутсајдера у Аустралијанца године, већ је на Вајта и аустралијску књижевност скренула пажњу међународне јавности.
Књижевни ствараоци у Аустралији, посебно припадници аутохтоних народа, указују на евроцентричност погледа према ком је Аустралија „нови континент”, а књижевност стварају искључиво досељеници/освајачи. То не значи да се Патрик Вајт више не сматра канонским писцем већ да се његово стваралаштво све више тумачи у историјском контексту.
Патрик је далеко испред својих савременика у погледу приказа абориџинских ликова и да се дистанцира од колонијалног виђења света. Вајтов прозни стил, међутим, који је тадашњи истакнути књижевни критичар А. Д. Хоуп окарактерисао као „претенциозну и неписмену вербалну брљотину”, преживео је тест времена, тако да савремени аустралијски писци данас говоре о Вајтовој „заносној књижевној елоквенцији” или „стилу који оставља без даха” .
Вест о добитку награде затекла на спавању, али  није дошла као потпуно изненађење. Патрик Вајт се у ужем избору Шведске академије налазио од 1969. године, када је Нобел отишао Семјуелу Бекету, затим 1970, када је награда припала Александру Солжењицину, 1971. када је уручена Паблу Неруди, као и 1972. када је додељена Хајнриху Белу. „Годинама се говоркало о томе, тако да сам мислио да ту можда има нешто”, изјавио је писац за аустралијску националну телевизију Еј-Би-Си, „али човек постане помало циничан” .
Вајт није отишао на свечано уручење награде децембра 1973, јер се због здравствених разлога није хтео излагати зимским условима северне хемисфере; у Стокхолм је послао свог блиског пријатеља, сликара Сиднија Нолана, који је прочитао Вајтов кратки говор у коме каже да иако не може да дође, лако му је да поново посети Стокхолм у мислима, будући да се живо сећа када је као шеснаестогодишњак са родитељима посетио тада новоизграђену Градску кућу (где је одржана церемонија уручења), те додаје да је у Стокхолму попио своју прву чашу вина (Тхе Нобел Призе).
Новац од Нобелове награде искористио је да у Аустралији установи књижевну награду која носи његово име и додељује се сваке године старијим књижевницима и књижевницама који нису добили заслужено признање.
Вајтова књижевна признатост дошла је од америчких и британских критичара пре него од аустралијских, за које Вајт у својој аутобиографији каже да су у њему видели „уљеза, прекршиоца правила, претњу традицији аустралијске књижевности”
Шведски амбасадор у Аустралији није успео да дође до Вајтовог броја телефона, а телеграм из Шведске стигао је тек ујутро, тако да је Вајт вест примио од новинара који су се, након што је Академија објавила вест, скупили испред врата његове куће у Сиднеју и пробудили га.

## Књижевни рад
По завршетку рата, за разлику од других аустралијских писаца који су мигрирали у супротном правцу, Вајт је одлучио да се врати у Аустралију, где се трајно настанио и написао прозна дела на којима данас почива његов књижевни углед.
Вајт одлучно одбацује реализам, у којем по његовом мишљењу нема ничега уметничког, и усмерава своја интересовања ка мистицизму, симболизму, психолошким појавама и религијским импулсима, настојећи да створи прозу која ће изразити просветљујућу мисао о постојању и достизању искуства узвишене егзистенције која се налази изван и изнад обичних и свакодневних реалности. Због тога се његова перцепција не задржава на чврстој и опипљивој свакодневици материјалне егзистенције већ продире у унутрашње слојеве свести ликова, истражује скривене импликације људског говора и понашања или у несталном и промењивом свету трага за сталним и непромењивим. Задржавајући форму реализма и друштвене критике, Вајт истовремено ствара на нивоу спиритуалне алегорије, градећи метафизичку концепцију човека и визију људског постојања које су проблематизоване у питањима патње и могућности искупљења, и људског напретка ка просветљујућем искуству коначне спознаје.

### Романи
Његови први романи, Срећна долина 1939, Живи и мртви 1941 и Прича Теодоре Гудман  1948, приказују ликове на путу самоспознаје, истражују могућност приказивања патње и емоционалне умртвљености у људским односима који резултирају усамљеношћу и изолацијом и говоре о потреби спиритуалне надградње човека.
Дрво човека 1955 и Вос 1957 су романи који су Вајту донели међународну репутацију и означили прекретницу његове позиције у Аустралији.
Ова два романа, настала из истог митотворачког импулса, оставила су најдубљи утицај у историји аустралијске књижевности указујући на пут модерне адаптације и интерпретације традиционалног материјала.
Дрво човека трансформише колонијалну сагу о покоравању и култивисању земље, користећи њене дистинктивне карактеристике као основу за метафизичке спекулације. Истраживачка експедиција приказана је као метафора духовног искуства у роману Вос, који, базирајући се на историји, отвара ризницу митских потенцијала аустралијске досељеничке прошлости, док истовремено носи богатство изражајно-стилских средстава у облику моћних симбола и поетских слика.
У роману Путници у кочијама 1961 Вајт се окреће фрагментираној структури, разноликим дисонантним стиловима, а сатирична карикатура савременог друштва постаје све израженија, при чему његова визија нуди могућност спиритуалне димензије у једној крајње утилитарној и световно оријентисаној заједници.
Роман Савршена мандала 1966, написан у време Вајтовог интересовања за Јунга, у ликовима браће близанаца истражује могућности јединства супротности и досезања целовитости коју симболизује мандала.
Вивисектор 1970, портрет уметника и портрет града, и Средиште олује 1973, мрачни приказ уметности и породичних односа, означавају нову фазу Вајтовог стваралаштва.
Перваз од лишћа 1976 враћа се теми искупљења кроз патњу и уједињењу духовног и физичког бића.
Случај Твајборн 1979 с андрогиним централним ликом, пун трансвестизма, сексуалних недоумица, хомосексуалних односа и нарцисоидности, усредсређује се на проблем подељене личности која трага за јединством.
Мемоари многих у једном 1986, објављени на Светски дан шале, конципирани су као фиктивни мемоари превремено сенилне жене које је приредио њен пријатељ по имену Патрик Вајт.
Вајтов недовршени роман, Висећи врт  2012, објављен је постхумно без уредничких интервенција. Писан у првом, другом и трећем лицу, роман (заправо први од планирана три дела) прати девојчицу Ирин, коју је мајка оставила код познанице у Аустралији и вратила се у ратом захваћену Европу.

### Приповетке
Вајт је аутор и три збирке приповедака:
Спаљени 1964, студија савременог живота у предграђу,
Какадуи 1974, која обухвата шест прича повезаних темом блиских односа у којима посесивна љубав делује деструктивно и спутава људски дух, и
Три непријатне приче 1987,

### Проза
Вајтово последње објављено дело креативне прозе, у коме, слично Мемоарима, долазимо у искушење да поистоветимо наратора и аутора, јер Вајт и овде, али у нешто сажетијем облику, истражује непријатније стране свог живота и имагинације.
Вајтова некњижевна проза обухвата аутобиографију Несавршености у огледалу 1981, која се сматра ремек-делом овог жанра и налази се на листи десет најбољих књига објављених у Аустралији у том периоду, као и Патрик Вајт говори 1990, збирку писма, говора и чланака, писаних између 1958. и 1988. године, у којима Вајт износи свој став о разним друштвенополитичким темама, од противљења вађењу уранијума и нуклеарном на- 80 оружању до подршке иницијативи за раскидање веза са британском монархијом и стварање демократске републике у Аустралији.

### Драме
Написао је гтринаест драма, од којих је сачувано осам.

### Поезија
Вајт је аутор и две збирке песама, које претходе романима: Тринаест песама  око 1930 и Орач и друге песме 1935.

### Есеји
Десет година након повратка у Аустралију, Вајт је објавио есеј „Блудни син” 1958, у коме се осврће на године проведене у Европи и разматра тешкоће са којима се суочио покушавајући да у послератним годинама нађе инспирацију за креативни рад, и које су га напослетку навеле да се врати у земљу у којој је одрастао.

### Аутобиографија
Вајтова аутобиографија Несавршености у огледалу: аутопортрет, како објашњава Дејвид Мар, писац Вајтове ауторизоване биографије, настала је из Вајтове жеље да јавност на достојанствен начин лично од њега сазна за његову хомосексуалност 1992. Подељена је у три дела: „Несавршености у огледалу”, из којег су узети одломци у овом избору, у коме Вајт говори о детињству, младости, односу према Аустралији, о хомосексуалности, свом стваралаштву, односу са критичарима, али и о сопственом карактеру; „Путовања”, у коме Вајт описује путовања са Манолијем Ласкарисом по Грчкој; „Епизоде и епитафи”, у коме Вајт износи сажете утиске о неким јавним личностима, као и особама из круга пријатеља и познаника. Аутобиографија је постала ударна вест, а уски круг Вајтових пријатеља постао је још ужи.

### Дела преведена на српски језик
Аустралијска књижевност се у преводу на српски језик први пут појавила 1954. године, када је у издању београдског Новог поколења објављена збирка приповедака из савремене аустралијске прозе, коју је приредио и превео Драгослав Андрић.
Судећи по томе што је број преведених текстова из аустралијске књижевности у периоду 1954–1973. износио тридесет, а да је од тога у деценији пре доделе Нобелове награде Вајту било свега шест преведених текстова, не може се рећи да је за аустралијску књижевност код нас владало велико интересовање.
По додели награде, интересовање за аустралијску књижевност код нас нагло расте, а број превода се удесетостручава у односу на претходни петогодишњи период, те период 1974–1978. бележи шездесет четири преведена дела прозе и поезије. Интересовање остаје константно све до почетка деведесетих, када се број објављених превода значајно смањује, вероватно услед друштвенополитичке ситуације у земљи.
Пре распада Југославије на српскохрватски је преведено неколико Вајтових романа: Вос (прев. Јосип Каталинић, Знање, Загреб, 1974), Око олује (прев. Љиљана Филиповић, Аугуст Цесарец, Загреб, 1979), Прича Теодоре Гудман (прев. Снежана Стојановић и Златица Путинчанин, Слово љубве, Београд, 1979)2 и Тyборнова ствар (прев. Инес Жупанов, Аугуст Цесарец, Загреб, 1984), као и одломак из романа Дрво човјека (прев. Јадранка Арсенић, Даље, 1988).
Преведено је и неколико Вајтових приповедака, међу којима се издвајају преводи Маје Херман Секулић: „Ведра душа” (Стварање, 1977), „Ноћ лупежа”и „Какадуи” (Ноћ лупежа, Рад, Београд, 1977).
Избор у овом темату обухвата примере Вајтове креативне прозе, избор из аутобиографије и писама, најчувенији есеј, као и два критичка осврта на аспекте његовог стваралаштва. „Шиваћа машина из Тобрука” , једна од најранијих Вајтових приповедака, написана је у Северној Африци, где је Вајт био стациониран током Другог светског рата, и послата у домовину, где је објављена у јануару 1942. године у часопису Аустралија.